# Conanthera
Conanthera é um género botânico pertencente à família Tecophilaeaceae.